# 李寅応
李 寅応（イ・インウン、朝鮮語:이인응、1832年 - 1895年）は、李氏朝鮮の文官。本貫は全州李氏。初諱は「世輔」。諱は「寅応」。字は「左輔」。諡は「忠正」。李端和の第一子。

## 生涯
1851年8月9日豊渓君の家督相続を受けて王族の身位を得た。諱を「世輔」から「晧」に改諱して、慶平君に封爵、昭義大夫の官位を受けた。
9月16日中義大夫に昇格した。10月2日五衛都摠府副摠管に任官した。10月24日承憲大夫に昇格した。1852年1月10日宗簿寺纂修監印校正官に任官した。1月18日崇憲大夫に昇格した。2月2日嘉徳大夫に昇格した。3月10日五衛都摠府都摠管に異動した。6月4日宜徳大夫に昇格した。6月21日五衛都摠府都摠管の任期が終了した。1853年4月7日興禄大夫に昇格した。8月14日鈴原府大夫人墓所の酌献礼を代行した。12月22日顕禄大夫に昇格した。1854年1月16日五衛都摠府都摠管に任官した。3月4日五衛都摠府都摠管の任期が終了した。3月28日五衛都摠府都摠管に任官した。1855年8月27日宗戚執事に任官した。1856年6月11日五衛都摠府都摠管の任期が終了した。1857年1月8日五衛都摠府都摠管に任官した。1月19日五衛都摠府都摠管を辞官した。8月15日冬至使兼謝恩使正使に任官した。8月19日自身が痰湿体質のため、冬至使兼謝恩使正使の交代要請を上疏したが、許可されなかった。1859年4月25日司饔院提調に任官した。8月28日五衛都摠府都摠管に任官した。11月14日五衛都摠府都摠管の任期が終了した。1860年12月13日言動が不謹慎極まりないとして、豊渓君の家督相続を無効として、慶平君の爵号を剥奪されて王族の身位を喪失し、諱を「晧」から「世輔」に改諱させられた。12月17日全羅南道莞島郡薪智面薪智島に流刑になり、囲籬荐棘の扱いを受けた。梅泉野録では安東金氏の憎悪を買い、流刑時には瀕死状態の時も多々あったという。
1864年2月20日出生地に流刑地が変更された。1865年1月27日釈放された。5月28日敦寧府同知事、宗親府宗正卿に任官した。5月31日次回の文官職任官まで刑曹参判の官職名義を付与された。6月14日義禁府より不謹慎な言動が極まりないと告発されて、忠清北道報恩郡に逃亡した。6月23日逮捕されて、全官職を免官、京畿道桂陽区に収容された。6月24日釈放されて、承政院左承旨、宗親府宗正卿に任官した。6月27日義禁府に召喚されて、取調べを受けた結果、承政院左承旨を免官された。6月28日承政院左承旨に任官した。7月3日承政院左承旨の任期が終了した。7月7日義禁府同知事に任官した。8月1日五衛都摠府副摠管に任官した。8月5日承政院左承旨に任官した。8月8日承政院左承旨の任期終了。漢城府左尹に任官した。1868年諱を「世輔」から「寅応」に改諱させられた。

## 官歴
| 元号     | 西暦   | 月日     | 内容                                                 |
| -------- | ------ | -------- | ---------------------------------------------------- |
| 咸豊元年 | 1851年 | 8月9日   | 慶平君に封爵。昭義大夫（従二品下階）の官位を受ける。 |
| 咸豊元年 | 1851年 | 9月16日  | 中義大夫（従二品上階）の官位に昇格。                 |
| 咸豊元年 | 1851年 | 10月2日  | 五衛都摠府副摠管に任官。                             |
| 咸豊元年 | 1851年 | 10月24日 | 承憲大夫（正二品下階）の官位に昇格。                 |
| 咸豊2年  | 1852年 | 1月10日  | 宗簿寺纂修監印校正官を兼官。                         |
| 咸豊2年  | 1852年 | 1月18日  | 崇憲大夫（正二品上階）の官位に昇格。                 |
| 咸豊2年  | 1852年 | 2月2日   | 嘉徳大夫（従一品下階）の官位に昇格。                 |
| 咸豊2年  | 1852年 | 3月10日  | 五衛都摠府都摠管に異動。                             |
| 咸豊2年  | 1852年 | 6月4日   | 宜徳大夫（従一品上階）の官位に昇格。                 |
| 咸豊2年  | 1852年 | 6月21日  | 五衛都摠府都摠管の任期終了。                         |
| 咸豊3年  | 1853年 | 4月7日   | 興禄大夫（正一品下階）の官位に昇格。                 |
| 咸豊3年  | 1853年 | 12月22日 | 顕禄大夫（正一品上階）の官位に昇格。                 |
| 咸豊4年  | 1854年 | 1月16日  | 五衛都摠府都摠管に任官。                             |
| 咸豊4年  | 1854年 | 3月4日   | 五衛都摠府都摠管の任期終了。                         |
| 咸豊4年  | 1854年 | 3月28日  | 五衛都摠府都摠管に任官。                             |
| 咸豊5年  | 1855年 | 8月27日  | 宗戚執事を兼官。                                     |
| 咸豊6年  | 1856年 | 6月11日  | 五衛都摠府都摠管の任期終了。                         |
| 咸豊7年  | 1857年 | 1月8日   | 五衛都摠府都摠管に任官。                             |
| 咸豊7年  | 1857年 | 1月19日  | 五衛都摠府都摠管を辞官。                             |
| 咸豊7年  | 1857年 | 8月15日  | 冬至使兼謝恩使正使に任官。                           |
| 咸豊9年  | 1859年 | 4月25日  | 司饔院提調を兼官。                                   |
| 咸豊9年  | 1859年 | 8月28日  | 五衛都摠府都摠管に任官。                             |
| 咸豊9年  | 1859年 | 11月14日 | 五衛都摠府都摠管の任期終了。                         |
| 咸豊10年 | 1860年 | 12月13日 | 爵号を剥奪。全官職を免官。                           |